# Divizia A 1998-1999
Sezonul 1998-1999 al Diviziei A (cunoscută și sub numele de Divizia A Gelsor din motive de sponsorizare) a fost cea de-a 81-a ediție a Campionatului de Fotbal al României, și a 61-a de la introducerea sistemului divizionar. A început pe 1 august 1998 și s-a terminat pe 12 iunie 1999. Echipa Rapid București a devenit campioană pentru a doua oară în istoria sa.

## Stadioane
| Steaua București   | FC U Craiova | Rapid București | FCM Bacău             |
| ------------------ | --- | --- | --------------------- |
| Steaua             | Ion Oblemenco | Rapid-Giulești | Municipal             |
| Capacitate: 28.365 | Capacitate: 37.000 | Capacitate: 19.100 | Capacitate: 17.500    |
|                    | | |                       |
| Dinamo București   | Argeș Pitești | Național București | Petrolul Ploiești     |
| Dinamo             | Municipal | Cotroceni | Ilie Oană             |
| Capacitate: 15.032 | Capacitate: 15.000 | Capacitate: 14.542 | Capacitate: 20.000    |
|                    | | |                       |
| Oțelul Galați      | ArgeșBacăuOțelulPetrolulCeahlăulAstraGloriaFarulUniversitateaOneștiReșițaForestaUniversitateaOlimpiaBucureștiEchipele din București: · Dinamo · Național · Rapid · SteauaDivizia A 1998-1999 (România) DinamoNaționalRapidSteaua Locația echipelor din București. | ArgeșBacăuOțelulPetrolulCeahlăulAstraGloriaFarulUniversitateaOneștiReșițaForestaUniversitateaOlimpiaBucureștiEchipele din București: · Dinamo · Național · Rapid · SteauaDivizia A 1998-1999 (România) DinamoNaționalRapidSteaua Locația echipelor din București. | Ceahlăul Piatra Neamț |
| Oțelul             | ArgeșBacăuOțelulPetrolulCeahlăulAstraGloriaFarulUniversitateaOneștiReșițaForestaUniversitateaOlimpiaBucureștiEchipele din București: · Dinamo · Național · Rapid · SteauaDivizia A 1998-1999 (România) DinamoNaționalRapidSteaua Locația echipelor din București. | ArgeșBacăuOțelulPetrolulCeahlăulAstraGloriaFarulUniversitateaOneștiReșițaForestaUniversitateaOlimpiaBucureștiEchipele din București: · Dinamo · Național · Rapid · SteauaDivizia A 1998-1999 (România) DinamoNaționalRapidSteaua Locația echipelor din București. | Ceahlăul              |
| Capacitate: 13.500 | ArgeșBacăuOțelulPetrolulCeahlăulAstraGloriaFarulUniversitateaOneștiReșițaForestaUniversitateaOlimpiaBucureștiEchipele din București: · Dinamo · Național · Rapid · SteauaDivizia A 1998-1999 (România) DinamoNaționalRapidSteaua Locația echipelor din București. | ArgeșBacăuOțelulPetrolulCeahlăulAstraGloriaFarulUniversitateaOneștiReșițaForestaUniversitateaOlimpiaBucureștiEchipele din București: · Dinamo · Național · Rapid · SteauaDivizia A 1998-1999 (România) DinamoNaționalRapidSteaua Locația echipelor din București. | Capacitate: 12.500    |
|                    | ArgeșBacăuOțelulPetrolulCeahlăulAstraGloriaFarulUniversitateaOneștiReșițaForestaUniversitateaOlimpiaBucureștiEchipele din București: · Dinamo · Național · Rapid · SteauaDivizia A 1998-1999 (România) DinamoNaționalRapidSteaua Locația echipelor din București. | ArgeșBacăuOțelulPetrolulCeahlăulAstraGloriaFarulUniversitateaOneștiReșițaForestaUniversitateaOlimpiaBucureștiEchipele din București: · Dinamo · Național · Rapid · SteauaDivizia A 1998-1999 (România) DinamoNaționalRapidSteaua Locația echipelor din București. |                       |
| Farul Constanța    | ArgeșBacăuOțelulPetrolulCeahlăulAstraGloriaFarulUniversitateaOneștiReșițaForestaUniversitateaOlimpiaBucureștiEchipele din București: · Dinamo · Național · Rapid · SteauaDivizia A 1998-1999 (România) DinamoNaționalRapidSteaua Locația echipelor din București. | ArgeșBacăuOțelulPetrolulCeahlăulAstraGloriaFarulUniversitateaOneștiReșițaForestaUniversitateaOlimpiaBucureștiEchipele din București: · Dinamo · Național · Rapid · SteauaDivizia A 1998-1999 (România) DinamoNaționalRapidSteaua Locația echipelor din București. | FC Onești             |
| Farul              | ArgeșBacăuOțelulPetrolulCeahlăulAstraGloriaFarulUniversitateaOneștiReșițaForestaUniversitateaOlimpiaBucureștiEchipele din București: · Dinamo · Național · Rapid · SteauaDivizia A 1998-1999 (România) DinamoNaționalRapidSteaua Locația echipelor din București. | ArgeșBacăuOțelulPetrolulCeahlăulAstraGloriaFarulUniversitateaOneștiReșițaForestaUniversitateaOlimpiaBucureștiEchipele din București: · Dinamo · Național · Rapid · SteauaDivizia A 1998-1999 (România) DinamoNaționalRapidSteaua Locația echipelor din București. | Onești                |
| Capacitate: 15.520 | ArgeșBacăuOțelulPetrolulCeahlăulAstraGloriaFarulUniversitateaOneștiReșițaForestaUniversitateaOlimpiaBucureștiEchipele din București: · Dinamo · Național · Rapid · SteauaDivizia A 1998-1999 (România) DinamoNaționalRapidSteaua Locația echipelor din București. | ArgeșBacăuOțelulPetrolulCeahlăulAstraGloriaFarulUniversitateaOneștiReșițaForestaUniversitateaOlimpiaBucureștiEchipele din București: · Dinamo · Național · Rapid · SteauaDivizia A 1998-1999 (România) DinamoNaționalRapidSteaua Locația echipelor din București. | Capacitate: 12.000    |
|                    | ArgeșBacăuOțelulPetrolulCeahlăulAstraGloriaFarulUniversitateaOneștiReșițaForestaUniversitateaOlimpiaBucureștiEchipele din București: · Dinamo · Național · Rapid · SteauaDivizia A 1998-1999 (România) DinamoNaționalRapidSteaua Locația echipelor din București. | ArgeșBacăuOțelulPetrolulCeahlăulAstraGloriaFarulUniversitateaOneștiReșițaForestaUniversitateaOlimpiaBucureștiEchipele din București: · Dinamo · Național · Rapid · SteauaDivizia A 1998-1999 (România) DinamoNaționalRapidSteaua Locația echipelor din București. |                       |
| CSM Reșița         | ArgeșBacăuOțelulPetrolulCeahlăulAstraGloriaFarulUniversitateaOneștiReșițaForestaUniversitateaOlimpiaBucureștiEchipele din București: · Dinamo · Național · Rapid · SteauaDivizia A 1998-1999 (România) DinamoNaționalRapidSteaua Locația echipelor din București. | ArgeșBacăuOțelulPetrolulCeahlăulAstraGloriaFarulUniversitateaOneștiReșițaForestaUniversitateaOlimpiaBucureștiEchipele din București: · Dinamo · Național · Rapid · SteauaDivizia A 1998-1999 (România) DinamoNaționalRapidSteaua Locația echipelor din București. | Foresta Fălticeni     |
| Mircea Chivu       | ArgeșBacăuOțelulPetrolulCeahlăulAstraGloriaFarulUniversitateaOneștiReșițaForestaUniversitateaOlimpiaBucureștiEchipele din București: · Dinamo · Național · Rapid · SteauaDivizia A 1998-1999 (România) DinamoNaționalRapidSteaua Locația echipelor din București. | ArgeșBacăuOțelulPetrolulCeahlăulAstraGloriaFarulUniversitateaOneștiReșițaForestaUniversitateaOlimpiaBucureștiEchipele din București: · Dinamo · Național · Rapid · SteauaDivizia A 1998-1999 (România) DinamoNaționalRapidSteaua Locația echipelor din București. | Areni                 |
| Capacitate: 12.500 | ArgeșBacăuOțelulPetrolulCeahlăulAstraGloriaFarulUniversitateaOneștiReșițaForestaUniversitateaOlimpiaBucureștiEchipele din București: · Dinamo · Național · Rapid · SteauaDivizia A 1998-1999 (România) DinamoNaționalRapidSteaua Locația echipelor din București. | ArgeșBacăuOțelulPetrolulCeahlăulAstraGloriaFarulUniversitateaOneștiReșițaForestaUniversitateaOlimpiaBucureștiEchipele din București: · Dinamo · Național · Rapid · SteauaDivizia A 1998-1999 (România) DinamoNaționalRapidSteaua Locația echipelor din București. | Capacitate: 12.500    |
|                    | ArgeșBacăuOțelulPetrolulCeahlăulAstraGloriaFarulUniversitateaOneștiReșițaForestaUniversitateaOlimpiaBucureștiEchipele din București: · Dinamo · Național · Rapid · SteauaDivizia A 1998-1999 (România) DinamoNaționalRapidSteaua Locația echipelor din București. | ArgeșBacăuOțelulPetrolulCeahlăulAstraGloriaFarulUniversitateaOneștiReșițaForestaUniversitateaOlimpiaBucureștiEchipele din București: · Dinamo · Național · Rapid · SteauaDivizia A 1998-1999 (România) DinamoNaționalRapidSteaua Locația echipelor din București. |                       |
| Gloria Bistrița    | Astra Ploiești | Olimpia Satu Mare | Universitatea Cluj    |
| Gloria             | Astra | Olimpia | Ion Moina             |
| Capacitate: 7.800  | Capacitate: 7.000 | Capacitate: 18.000 | Capacitate: 28.000    |
|                    | | |                       |

## Clasament
| Loc | Echipă                 | Pct. | MJ | V  | E  | Î  | GM | GP | DG  | Calificare sau retrogradare           |
| --- | ---------------------- | ---- | -- | -- | -- | -- | -- | -- | --- | ------------------------------------- |
| 1.  | Rapid București (C)    | 89   | 34 | 28 | 5  | 1  | 79 | 18 | +61 | Liga Campionilor 1999-00 Turul II     |
| 2.  | Dinamo București       | 82   | 34 | 26 | 4  | 4  | 95 | 27 | +68 | Cupa UEFA 1999-00 Runda de calificare |
| 3.  | Steaua București       | 66   | 34 | 19 | 9  | 6  | 62 | 33 | +29 | Cupa UEFA 1999-00 Runda de calificare |
| 4.  | Argeș Pitești          | 64   | 34 | 20 | 4  | 10 | 57 | 37 | +20 |                                       |
| 5.  | FCM Bacău              | 62   | 34 | 18 | 8  | 8  | 46 | 35 | +11 | Cupa Intertoto 1999 Prima rundă       |
| 6.  | Oțelul Galați          | 55   | 34 | 17 | 4  | 13 | 47 | 33 | +14 |                                       |
| 7.  | FC Național            | 55   | 34 | 18 | 1  | 15 | 61 | 51 | +10 |                                       |
| 8.  | Petrolul Ploiești      | 53   | 34 | 16 | 5  | 13 | 50 | 46 | +4  |                                       |
| 9.  | Ceahlăul               | 49   | 34 | 15 | 4  | 15 | 54 | 53 | +1  | Cupa Intertoto 1999 Prima rundă       |
| 10. | Astra Ploiești         | 46   | 34 | 13 | 7  | 14 | 40 | 38 | +2  |                                       |
| 11. | Gloria Bistrița        | 43   | 34 | 12 | 7  | 15 | 55 | 60 | −5  |                                       |
| 12. | Farul                  | 40   | 34 | 12 | 4  | 18 | 37 | 54 | −17 |                                       |
| 13. | FCU Craiova            | 39   | 34 | 11 | 6  | 17 | 43 | 50 | −7  |                                       |
| 14. | Onești                 | 39   | 34 | 12 | 3  | 19 | 56 | 67 | −11 |                                       |
| 15. | CSM Reșița             | 35   | 34 | 8  | 11 | 15 | 34 | 59 | −25 |                                       |
| 16. | Foresta Fălticeni (R)  | 24   | 34 | 6  | 6  | 22 | 31 | 61 | −30 | Retrogradare în Divizia B 1999-2000   |
| 17. | Universitatea Cluj (R) | 16   | 34 | 4  | 4  | 26 | 19 | 92 | −73 | Retrogradare în Divizia B 1999-2000   |
| 18. | Olimpia Satu Mare (R)  | 13   | 34 | 3  | 4  | 27 | 22 | 74 | −52 | Retrogradare în Divizia B 1999-2000   |

1. ↑  Steaua București s-a calificat în runda de calificare a Cupei UEFA datorită câștigării Cupei României.
2. 1 2  OTE 3-2 PRO; PRO 0-1 OTE
3. 1 2  CRA 4-2 ONE; ONE 3-2 CRA

### Pozițiile pe etapă
| Etapă/ Echipă         | 1             | 2  | 3  | 4  | 5  | 6  | 7  | 8  | 9  | 10 | 11 | 12 | 13 | 14 | 15 | 16 | 17 | 18 | 19 | 20 | 21 | 22 | 23 | 24 | 25 | 26 | 27 | 28 | 29 | 30 | 31 | 32 | 33 | 34 |   |
| --------------------- | ------------- | -- | -- | -- | -- | -- | -- | -- | -- | -- | -- | -- | -- | -- | -- | -- | -- | -- | -- | -- | -- | -- | -- | -- | -- | -- | -- | -- | -- | -- | -- | -- | -- | -- | - |
| Etapă/ Echipă         | Argeș Pitești | 2  | 7  | 9  | 6  | 9  | 6  | 6  | 4  | 6  | 6  | 6  | 4  | 6  | 7  | 6  | 5  | 5  | 6  | 5  | 4  | 5  | 6  | 6  | 6  | 5  | 6  | 7  | 7  | 6  | 4  | 4  | 4  | 4  | 4 |
| Astra Ploiești        | 5             | 5  | 10 | 9  | 12 | 7  | 10 | 8  | 10 | 9  | 9  | 9  | 9  | 9  | 9  | 9  | 9  | 9  | 10 | 10 | 10 | 10 | 10 | 10 | 10 | 10 | 10 | 10 | 9  | 9  | 10 | 10 | 10 | 10 |   |
| Bacău                 | 8             | 6  | 3  | 3  | 3  | 3  | 5  | 5  | 5  | 4  | 5  | 6  | 3  | 5  | 4  | 6  | 6  | 4  | 4  | 5  | 4  | 4  | 4  | 4  | 4  | 4  | 4  | 5  | 4  | 5  | 5  | 5  | 5  | 5  |   |
| Reșița                | 18            | 16 | 14 | 16 | 16 | 14 | 15 | 16 | 16 | 15 | 16 | 14 | 15 | 15 | 15 | 15 | 15 | 14 | 14 | 14 | 15 | 15 | 15 | 15 | 15 | 15 | 15 | 15 | 15 | 15 | 15 | 15 | 15 | 15 |   |
| Ceahlăul Piatra Neamț | 15            | 18 | 12 | 11 | 10 | 11 | 11 | 12 | 14 | 14 | 14 | 15 | 14 | 13 | 11 | 12 | 11 | 10 | 9  | 9  | 9  | 9  | 9  | 9  | 9  | 9  | 9  | 8  | 10 | 10 | 9  | 9  | 9  | 9  |   |
| Universitatea Craiova | 10            | 12 | 15 | 12 | 13 | 15 | 13 | 14 | 12 | 12 | 12 | 13 | 12 | 11 | 13 | 13 | 14 | 15 | 15 | 15 | 14 | 14 | 14 | 14 | 14 | 14 | 14 | 13 | 12 | 12 | 12 | 12 | 13 | 13 |   |
| Dinamo București      | 1             | 1  | 1  | 1  | 1  | 1  | 1  | 1  | 1  | 2  | 2  | 1  | 2  | 1  | 1  | 1  | 2  | 2  | 2  | 2  | 2  | 1  | 1  | 1  | 1  | 1  | 1  | 1  | 2  | 2  | 2  | 2  | 2  | 2  |   |
| Farul Constanța       | 6             | 4  | 11 | 14 | 11 | 12 | 12 | 13 | 11 | 11 | 11 | 11 | 13 | 12 | 14 | 14 | 13 | 11 | 12 | 12 | 12 | 13 | 13 | 13 | 13 | 12 | 12 | 11 | 11 | 11 | 11 | 11 | 12 | 12 |   |
| Foresta Fălticeni     | 13            | 17 | 18 | 18 | 18 | 18 | 17 | 18 | 18 | 18 | 18 | 18 | 18 | 18 | 18 | 18 | 18 | 18 | 18 | 18 | 17 | 16 | 16 | 16 | 16 | 16 | 16 | 16 | 16 | 16 | 16 | 16 | 16 | 16 |   |
| Gloria Bistrița       | 7             | 11 | 5  | 7  | 6  | 8  | 9  | 10 | 9  | 10 | 10 | 10 | 10 | 10 | 10 | 10 | 10 | 12 | 11 | 13 | 13 | 11 | 12 | 11 | 12 | 11 | 11 | 12 | 13 | 13 | 13 | 13 | 11 | 11 |   |
| Olimpia Satu Mare     | 16            | 8  | 13 | 15 | 15 | 17 | 18 | 15 | 15 | 16 | 15 | 17 | 17 | 17 | 16 | 16 | 16 | 16 | 16 | 16 | 16 | 17 | 17 | 17 | 17 | 17 | 17 | 17 | 17 | 17 | 17 | 18 | 18 | 18 |   |
| FC Onești             | 17            | 15 | 17 | 13 | 14 | 13 | 14 | 11 | 13 | 13 | 13 | 12 | 11 | 14 | 12 | 11 | 12 | 13 | 13 | 11 | 11 | 12 | 11 | 12 | 11 | 13 | 13 | 14 | 14 | 14 | 14 | 14 | 14 | 14 |   |
| Oțelul Galați         | 14            | 9  | 6  | 5  | 4  | 4  | 3  | 3  | 3  | 5  | 4  | 5  | 8  | 8  | 7  | 8  | 7  | 7  | 6  | 6  | 6  | 5  | 5  | 5  | 6  | 7  | 6  | 4  | 7  | 7  | 7  | 6  | 6  | 6  |   |
| Petrolul Ploiești     | 4             | 10 | 7  | 8  | 7  | 9  | 7  | 9  | 7  | 7  | 8  | 8  | 5  | 6  | 8  | 7  | 8  | 8  | 8  | 8  | 8  | 7  | 8  | 8  | 8  | 8  | 8  | 9  | 8  | 8  | 8  | 8  | 7  | 8  |   |
| Național București    | 3             | 2  | 4  | 4  | 5  | 5  | 4  | 6  | 4  | 3  | 3  | 3  | 4  | 3  | 5  | 4  | 4  | 5  | 7  | 7  | 7  | 8  | 7  | 7  | 7  | 5  | 5  | 6  | 5  | 6  | 6  | 7  | 8  | 7  |   |
| Rapid București       | 9             | 3  | 2  | 2  | 2  | 2  | 2  | 2  | 2  | 1  | 1  | 2  | 1  | 2  | 2  | 2  | 1  | 1  | 1  | 1  | 1  | 2  | 2  | 2  | 2  | 2  | 2  | 2  | 1  | 1  | 1  | 1  | 1  | 1  |   |
| Steaua București      | 11            | 13 | 8  | 10 | 8  | 10 | 8  | 7  | 8  | 8  | 7  | 7  | 7  | 4  | 3  | 3  | 3  | 3  | 3  | 3  | 3  | 3  | 3  | 3  | 3  | 3  | 3  | 3  | 3  | 3  | 3  | 3  | 3  | 3  |   |
| Universitatea Cluj    | 12            | 14 | 16 | 17 | 17 | 16 | 16 | 17 | 17 | 17 | 17 | 16 | 16 | 16 | 17 | 17 | 17 | 17 | 17 | 17 | 18 | 18 | 18 | 18 | 18 | 18 | 18 | 18 | 18 | 18 | 18 | 17 | 17 | 17 |   |

| Câștigătorii Diviziei A, ediția 1998/1999 |
| ----------------------------------------- |
| Rapid București Al 2-lea Titlu            |

## Rezultate
| Oaspeți ► Gazde ▼                          | ARG | AST | BAC | RES | CEA | UCR | DIN | FAR | FOR | GBI | OLI | ONE | OȚE | PET | NAT | RAP | STE | UCL |
| ------------------------------------------ | --- | --- | --- | --- | --- | --- | --- | --- | --- | --- | --- | --- | --- | --- | --- | --- | --- | --- |
| Argeș Pitești                              | —   | 1–2 | 0–3 | 1–0 | 1–0 | 2–0 | 2–1 | 6–0 | 1–1 | 2–1 | 3–1 | 2–0 | 2–1 | 3–1 | 1–0 | 0–1 | 3–2 | 3–0 |
| Astra Ploiești                             | 0–1 | —   | 1–1 | 3–0 | 0–0 | 2–2 | 0–1 | 4–0 | 1–0 | 3–1 | 3–1 | 3–1 | 3–1 | 1–1 | 1–2 | 1–5 | 1–1 | 2–1 |
| Bacău                                      | 3–2 | 2–0 | —   | 2–0 | 0–0 | 2–0 | 0–2 | 1–0 | 4–1 | 3–1 | 2–1 | 2–1 | 1–0 | 3–1 | 4–1 | 1–1 | 0–0 | 0–0 |
| Reșița                                     | 0–0 | 0–1 | 0–0 | —   | 2–2 | 3–2 | 1–1 | 3–2 | 1–1 | 2–0 | 1–1 | 0–2 | 2–3 | 2–1 | 4–1 | 1–2 | 2–2 | 3–0 |
| Ceahlăul Piatra Neamț                      | 1–2 | 3–1 | 4–1 | 4–0 | —   | 2–1 | 1–0 | 2–0 | 2–1 | 3–2 | 4–0 | 3–1 | 1–1 | 1–3 | 1–0 | 0–2 | 0–3 | 5–1 |
| Universitatea Craiova                      | 2–0 | 0–0 | 0–1 | 0–1 | 2–1 | —   | 2–2 | 1–0 | 1–0 | 2–1 | 5–1 | 4–2 | 0–1 | 2–0 | 0–2 | 0–1 | 2–2 | 4–1 |
| Dinamo București                           | 1–0 | 2–0 | 1–0 | 7–0 | 6–1 | 2–1 | —   | 2–1 | 4–1 | 3–0 | 5–0 | 3–1 | 2–1 | 3–1 | 5–0 | 0–1 | 0–0 | 8–0 |
| Farul Constanța                            | 0–2 | 1–0 | 2–0 | 0–0 | 2–1 | 2–1 | 1–3 | —   | 3–2 | 3–1 | 3–1 | 2–0 | 0–1 | 1–0 | 0–1 | 0–0 | 0–3 | 3–1 |
| Foresta Fălticeni                          | 2–2 | 0–1 | 0–1 | 0–0 | 0–2 | 1–2 | 2–3 | 2–0 | —   | 0–0 | 2–0 | 3–1 | 1–2 | 1–2 | 1–0 | 0–1 | 1–2 | 1–0 |
| Gloria Bistrița                            | 3–1 | 1–0 | 2–0 | 2–2 | 4–2 | 1–1 | 2–3 | 4–2 | 5–0 | —   | 3–1 | 3–1 | 2–1 | 2–0 | 2–4 | 2–4 | 2–1 | 4–0 |
| Olimpia Satu Mare                          | 0–3 | 1–2 | 0–2 | 1–3 | 0–1 | 1–1 | 0–4 | 0–3 | 0–1 | 1–0 | —   | 1–6 | 0–1 | 3–0 | 3–1 | 1–1 | 0–3 | 0–1 |
| FC Onești                                  | 0–3 | 2–0 | 2–2 | 5–0 | 3–1 | 3–2 | 1–4 | 2–2 | 3–1 | 1–1 | 1–0 | —   | 1–0 | 2–0 | 2–3 | 1–2 | 2–3 | 6–0 |
| Oțelul Galați                              | 1–1 | 1–1 | 0–1 | 4–0 | 1–2 | 4–0 | 2–1 | 2–1 | 1–0 | 0–0 | 2–0 | 3–0 | —   | 0–1 | 3–2 | 0–1 | 2–0 | 5–0 |
| Petrolul Ploiești                          | 3–1 | 2–1 | 1–1 | 2–0 | 1–0 | 4–1 | 2–3 | 3–0 | 2–1 | 3–1 | 0–0 | 1–0 | 2–0 | —   | 1–3 | 2–2 | 2–1 | 3–0 |
| Național București                         | 2–3 | 1–0 | 5–0 | 3–0 | 4–2 | 1–0 | 1–2 | 0–0 | 4–1 | 5–1 | 2–1 | 3–0 | 0–1 | 2–0 | —   | 1–3 | 0–1 | 3–1 |
| Rapid București                            | 2–0 | 1–0 | 3–0 | 2–1 | 4–0 | 1–0 | 1–4 | 3–0 | 2–0 | 5–0 | 1–0 | 6–0 | 3–0 | 2–1 | 5–0 | —   | 3–0 | 3–0 |
| Steaua București                           | 1–2 | 1–0 | 2–1 | 2–0 | 3–2 | 2–0 | 1–1 | 1–0 | 6–1 | 0–0 | 3–2 | 4–1 | 2–0 | 2–2 | 1–0 | 1–1 | —   | 4–0 |
| Universitatea Cluj                         | 2–1 | 0–2 | 1–2 | 0–0 | 1–0 | 1–2 | 0–6 | 1–3 | 2–2 | 1–1 | 1–0 | 0–2 | 0–2 | 1–2 | 1–4 | 1–4 | 0–2 | —   |
| Câștigă gazdele; Remiză; Câștigă oaspeții. |     |     |     |     |     |     |     |     |     |     |     |     |     |     |     |     |     |     |

## Golgheteri
- Ionel Ganea - Gloria Bistrița/Rapid București - 28
- Constantin Barbu - Argeș Pitești/Rapid București - 21
- Marian Savu - Național București - 19
- Adrian Mihalcea - Dinamo București - 18
- Marius Șumudică - Rapid București - 17
- Florin Petcu - FCM Bacău - 15
- Ionel Dănciulescu - Steaua București - 15
- Laurențiu Roșu - Steaua București - 14
- Ion Vlădoiu - Dinamo București - 14
- Viorel Tănase - Oțelul Galați - 10
- Constantin Schumacher - Argeș Pitești - 10
- Claudiu Niculescu - Universitatea Craiova - 9
- Florentin Petre - Dinamo București - 8
- Dănuț Oprea - FC Onești/Oțelul Galați - 8
- Mihai Dăscălescu - Astra Ploiești - 8
- Marius Niculae - Dinamo București - 7
- Costin Caraman - Astra Ploiești - 7
- Ovidiu Marc - Ceahlăul Piatra Neamț - 7
- Vasile Bârdeș - Argeș Pitești - 7
- Adrian Pigulea - Național București - 6
- Daniel Pancu - Rapid București - 6
- Dumitru Târțău - Gloria Bistrița - 5
- Constantin Ilie - Ceahlăul Piatra Neamț - 5

## Echipa campioană
| Rapid București |
| --- |
| Portari: Bogdan Lobonț (31 / 0); Marius Bratu (4 / 0). Fundași: Nicolae Stanciu (28 / 1); Cristian Dulca (14 / 3); Mircea Rednic (32 / 1); Dorel Mutică (22 / 4); Adrian Iencsi (26 / 3); Vasile Popa (1 / 0); Bogdan Andone (14 / 0); Daniel Chiriță (3 / 1); Ion Voicu (5 / 0)Răzvan Raț (3 / 0) Ștefan Nanu (23 / 1). Mijlocasi: Mugur Bolohan (22 / 1); Ioan Ovidiu Sabău (22 / 1); Dănuț Lupu (28 / 5); Marius Măldărășanu (33 / 4); Zeno Bundea (25 / 6); Mario Bugeanu (2 / 0); Alin Minteuan (4 / 0); Ovidiu Maier (22 / 1) Constantin Barbu (11 / 8) . Atacanti: Marius Șumudică (31 / 17); Sergiu Radu (15 / 2); ; Radu Niculescu (8 / 2); Ionel Ganea (16 / 11); Daniel Pancu ( 27 / 6) . (aparițiile în ligă și golurile enumerate între paranteze) Manager: Mircea Lucescu / Dumitru Dumitriu |